# I quarantesimi ruggenti
I quarantesimi ruggenti (Les quarantièmes rugissants) è un film del 1982 diretto da Christian de Chalonge.